# Dean Wade
Pour les articles homonymes, voir Wade.
Dean Jackson Wade, né le 20 novembre 1996 à Wichita dans le Kansas, est un joueur américain de basket-ball évoluant au poste d'ailier fort voire d'ailier.

## Biographie

### Carrière universitaire
Entre 2015 et 2019, il joue pour les Wildcats de Kansas State à l'université d'État du Kansas.

### Carrière professionnelle

#### Cavaliers de Cleveland (depuis 2019)
Le 20 juin 2019, lors de la draft NBA 2019, automatiquement éligible, il n'est pas sélectionné. 
Le 9 juillet 2019, il signe un contrat two-way pour la saison à venir en faveur des Cavaliers de Cleveland. Le 29 juin 2020, il signe un contrat de plusieurs années avec la franchise de l'Ohio.

## Statistiques

### Universitaires
| Saison    | Équipe       | Matchs | Titul. | Min./m | % Tir | % 3pts | % LF | Rbds/m. | Pass/m. | Int/m. | Ctr/m. | Pts/m. |
| --------- | ------------ | ------ | ------ | ------ | ----- | ------ | ---- | ------- | ------- | ------ | ------ | ------ |
| 2015-2016 | Kansas State | 33     | 31     | 26,4   | 43,1  | 28,4   | 65,6 | 5,09    | 1,12    | 0,61   | 0,52   | 9,85   |
| 2016-2017 | Kansas State | 35     | 35     | 28,0   | 49,6  | 40,2   | 66,2 | 4,51    | 1,83    | 0,74   | 0,66   | 9,31   |
| 2017-2018 | Kansas State | 33     | 32     | 32,8   | 55,0  | 44,0   | 75,2 | 6,15    | 2,70    | 1,55   | 0,82   | 16,15  |
| 2018-2019 | Kansas State | 25     | 25     | 30,4   | 49,2  | 41,8   | 78,9 | 6,12    | 2,80    | 0,84   | 0,48   | 12,92  |
| Carrière  | Carrière     | 126    | 123    | 29,3   | 49,8  | 38,4   | 71,1 | 5,41    | 2,06    | 0,94   | 0,63   | 11,96  |

### Professionnelles

#### Saison régulière
| Saison    | Équipe    | Matchs | Titul. | Min./m | % Tir | % 3pts | % LF | Rbds/m. | Pass/m. | Int/m. | Ctr/m. | Pts/m. |
| --------- | --------- | ------ | ------ | ------ | ----- | ------ | ---- | ------- | ------- | ------ | ------ | ------ |
| 2019-2020 | Cleveland | 12     | 0      | 6,0    | 69,2  | 50,0   | 00,0 | 1,58    | 0,17    | 0,17   | 0,33   | 1,67   |
| 2020-2021 | Cleveland | 63     | 19     | 19,2   | 43,1  | 36,6   | 76,9 | 3,41    | 1,17    | 0,56   | 0,33   | 5,97   |
| 2021-2022 | Cleveland | 51     | 28     | 19,2   | 45,6  | 35,9   | 66,7 | 2,94    | 1,02    | 0,57   | 0,14   | 5,27   |
| 2022-2023 | Cleveland | 44     | 13     | 20,3   | 41,2  | 35,4   | 65,2 | 3,41    | 0,84    | 0,64   | 0,48   | 4,68   |
| 2023-2024 | Cleveland | 54     | 32     | 20,5   | 41,4  | 39,1   | 76,9 | 4,04    | 0,80    | 0,74   | 0,46   | 5,39   |
| Carrière  | Carrière  | 224    | 92     | 19,0   | 43,3  | 37,1   | 71,4 | 3,36    | 0,93    | 0,60   | 0,35   | 5,19   |

#### Playoffs
| Saison   | Équipe    | Matchs | Titul. | Min./m | % Tir | % 3pts | % LF  | Rbds/m. | Pass/m. | Int/m. | Ctr/m. | Pts/m. |
| -------- | --------- | ------ | ------ | ------ | ----- | ------ | ----- | ------- | ------- | ------ | ------ | ------ |
| 2023     | Cleveland | 2      | 0      | 5,6    | 0,0   | 0,0    | 100,0 | 1,50    | 0,00    | 0,00   | 0,00   | 1,00   |
| 2024     | Cleveland | 3      | 1      | 21,0   | 30,0  | 30,0   | 0,0   | 2,00    | 1,67    | 0,33   | 0,67   | 3,67   |
| Carrière | Carrière  | 5      | 1      | 14,8   | 28,6  | 27,3   | 100,0 | 1,80    | 1,00    | 0,20   | 0,40   | 2,60   |

## Records sur une rencontre en NBA
Les records personnels de Dean Wade en NBA sont les suivants, :
| Type de statistique        | Saison régulière | Saison régulière         | Saison régulière | Playoffs | Playoffs            | Playoffs      |
| Type de statistique        | Record           | Adversaire               | Date             | Record   | Adversaire          | Date          |
| -------------------------- | ---------------- | ------------------------ | ---------------- | -------- | ------------------- | ------------- |
| Points                     | 23               | Celtics de Boston        | 5 mars 2024      | 5        | Celtics de Boston   | 11 mai 2024   |
| Paniers marqués            | 8                | 3 fois                   | 3 fois           | 2        | Celtics de Boston   | 11 mai 2024   |
| Paniers tentés             | 14               | 2 fois                   | 2 fois           | 6        | Celtics de Boston   | 11 mai 2024   |
| Paniers à 3 points réussis | 6                | 4 fois                   | 4 fois           | 1        | 3 fois              | 3 fois        |
| Paniers à 3 points tentés  | 11               | 76ers de Philadelphie    | 1er avril 2021   | 4        | 2 fois              | 2 fois        |
| Lancers francs réussis     | 4                | 3 fois                   | 3 fois           | 2        | Knicks de New York  | 15 avril 2023 |
| Lancers francs tentés      | 5                | 4 fois                   | 4 fois           | 2        | Knicks de New York  | 15 avril 2023 |
| Rebonds offensifs          | 5                | Warriors de Golden State | 18 novembre 2021 | 1        | Celtics de Boston   | 11 mai 2024   |
| Rebonds défensifs          | 10               | 3 fois                   | 3 fois           | 2        | 3 fois              | 3 fois        |
| Rebonds totaux             | 12               | 3 fois                   | 3 fois           | 3        | Celtics de Boston   | 11 mai 2024   |
| Passes décisives           | 5                | Warriors de Golden State | 18 novembre 2021 | 3        | Celtics de Boston   | 11 mai 2024   |
| Interceptions              | 3                | 14 fois                  | 14 fois          | 1        | Celtics de Boston   | 13 mai 2024   |
| Contres                    | 3                | 2 fois                   | 2 fois           | 1        | 2 fois              | 2 fois        |
| Balles perdues             | 2                | 15 fois                  | 15 fois          | 2        | @ Celtics de Boston | 15 mai 2024   |
| Minutes jouées             | 40               | Warriors de Golden State | 18 novembre 2021 | 25       | Celtics de Boston   | 13 mai 2024   |

- Double-double : 2
- Triple-double : 0

Dernière mise à jour : 21 mai 2024